# Griffener Tropfsteinhöhle
Griffener Tropfsteinhöhle – jaskinia krasowa w Austrii, w górach Saualpe.
W Griffener Tropfsteinhöhle występuje różnokolorowa szata naciekowa.